# Northwest McIntosh (Dakota del Norte)
Northwest McIntosh es un territorio no organizado ubicado en el condado de McIntosh en el estado estadounidense de Dakota del Norte. En el Censo de 2010 tenía una población de 349 habitantes y una densidad poblacional de 0,41 personas por km².

## Geografía
Northwest McIntosh se encuentra ubicado en las coordenadas 46°12′13″N 99°34′58″O / 46.20361, -99.58278. Según la Oficina del Censo de los Estados Unidos, Northwest McIntosh tiene una superficie total de 844.1 km², de la cual 831.76 km² corresponden a tierra firme y (1.46%) 12.34 km² es agua.

## Demografía
Según el censo de 2010, había 349 personas residiendo en Northwest McIntosh. La densidad de población era de 0,41 hab./km². De los 349 habitantes, Northwest McIntosh estaba compuesto por el 98.57% blancos, el 0.29% eran afroamericanos, el 0% eran amerindios, el 0.29% eran asiáticos, el 0% eran isleños del Pacífico, el 0.86% eran de otras razas y el 0% pertenecían a dos o más razas. Del total de la población el 0.86% eran hispanos o latinos de cualquier raza.